# Bertram Beierlorzer
Bertram Beierlorzer (* 31. Mai 1957 in Neunkirchen am Brand) ist ein ehemaliger deutscher Fußballspieler und -trainer.

## Karriere als Spieler

### Vereine
Beim heimischen TSV Neunkirchen am Brand fußballerisch groß geworden, erhielt er mit 17 Jahren nach einem Lehrgang des Bayerischen Fußballverbandes in Grünwald ein Angebot von der SpVgg Fürth, das er jedoch ablehnte. Wenig später ging er zum 1. FC Nürnberg. Horst Buhtz berief Beierlorzer zu Saisonbeginn 1977/78 von den Amateuren in den Profikader. Sein Debüt als Profi gab er am 6. August 1977 (1. Spieltag) beim 2:1-Sieg im Heimspiel gegen den Karlsruher SC. Nach 36 Zweitligaspielen für den FCN im ersten Profijahr schaffte Beierlorzer auch den Sprung in die Bundesliga. Er bestritt sein erstes Spiel am 16. September 1978 (6. Spieltag) bei der 0:3-Niederlage im Auswärtsspiel gegen den 1. FC Kaiserslautern. Sein erstes Bundesligator erzielte er in seinem dritten Spiel am 6. Oktober 1978 (8. Spieltag) beim 3:2-Heimsieg über Fortuna Düsseldorf mit dem Treffer zum 2:2 in der 61. Minute.
Am Ende der Saison – insgesamt 23-mal eingesetzt – stieg er mit den Nürnbergern in die 2. Bundesliga Süd ab. Der Wiederaufstieg gelang bereits nach einer Saison, in der er vier Tore in 27 Spielen erzielt hatte. Es sollte seine letzte für den 1. FC Nürnberg sein, für den er 33 von 34 Bundesligaspielen bestritt und ein Tor erzielte, denn er wechselte zum Ligakonkurrenten FC Bayern München. Durch den Transfer konnte sein Gehalt eingespart werden, um Auflagen des DFB im Rahmen des Lizenzierungsverfahrens zu erfüllen.
In der Saison 1980/81 von Horst Heese zum Libero umgeschult, bekleidete er diese Position auch von 1981 bis 1986 bei den Münchnern, für die er 73-mal spielte und seine größten Erfolge erzielte. Eine im Pokalfinale 1982 – gegen seinen ehemaligen Club – in der 22. Minute erlittene Verletzung (Achillessehnenriss ohne gegnerische Einwirkung) verhinderte seine Teilnahme am Finale des Europapokals der Landesmeister gegen Aston Villa. Im Jahr darauf stand Beierlorzer in der 2. Runde des UEFA-Pokals gegen PAOK Saloniki auf dem Spielfeld und sollte beim Stande von 8:8 im Elfmeterschießen den entscheidenden Strafstoß für die Bayern ausführen; er flüchtete allerdings in die Kabine. Torwart Jean-Marie Pfaff sprang ein und verwandelte zum 9:8.
Seine letzten 31 Bundesligaspiele bestritt Beierlorzer in der Saison 1986/87 für den VfB Stuttgart; seine letzte Partie war die Begegnung am 17. Oktober 1987 (13. Spieltag) in Hamburg, die 0:3 verloren wurde. Beierlorzer galt in 160 Erst- und 63 Zweitligaspielen als harter, aber fairer Abwehrspieler; er erhielt kein einziges Mal die Rote Karte. Zudem spielte er achtmal im Europapokal der Landesmeister, dreimal im UEFA-Pokal und zweimal im Europapokal der Pokalsieger für den FC Bayern München und zweimal im Pokal der Pokalsieger für den VfB Stuttgart.

### Nationalmannschaft
Sein Debüt im Nationaltrikot gab Beierlorzer am 18. November 1980 in Braunschweig beim 1:0-Sieg der B-Nationalmannschaft gegen die Auswahl Frankreichs. Drei Jahre später kam er zu zwei Einsätzen in der U-21-Nationalmannschaft, die am 22. April in Izmir (1:0 gegen die Auswahl der Türkei) und am 26. April in St. Pölten (1:1 gegen die Auswahl Österreichs) ihre EM-Qualifikationsspiele bestritt. Die Regularien erlaubten zwei ältere Spieler im Kader.

## Karriere als Trainer
Im Mai 1991 folgte er dem Cheftrainer des TSV Vestenbergsgreuth Rudi Sturz als Interimstrainer bis zum Saisonende im Juli 1991 nach.
Mit der erworbenen Trainerlizenz begann er zunächst als Co-Trainer der SpVgg Fürth. Von Mai 1995 bis Juni 1996 war er als Nachfolger von Günter Gerling Cheftrainer, als die Fußballabteilung des TSV Vestenbergsgreuth sich der SpVgg Fürth anschloss und der Verein sich den Namen SpVgg Greuther Fürth gab. Mindestens von 2010 bis 2014 war Beierlorzer nebenberuflich Jugendstützpunkttrainer des DFB in Forchheim.

## Erfolge
- Deutscher Meister 1985, 1986 mit dem FC Bayern München
- DFB-Pokal-Sieger 1982, 1984 und 1986 mit dem FC Bayern München

## Familie
Bertram Beierlorzer ist verheiratet und hat zwei Kinder sowie acht Geschwister.
Beierlorzers jüngerer Bruder Achim (* 1967) war auch als Fußballspieler tätig und begann ebenfalls beim TSV Neunkirchen am Brand und beim 1. FC Nürnberg, hatte jedoch weniger Erfolg und spielte ausschließlich im Amateurbereich. Inzwischen ist er hingegen Trainer im Profibereich geworden und trainierte 2017 bis 2019 Jahn Regensburg von Juli bis November 2019 den 1. FC Köln sowie seit November 2019 den 1. FSV Mainz 05 (Stand 18. November 2019). Kurioserweise war Achim Beierlorzer im Gegensatz zu seinem Bruder Bertram lange für die SpVgg Fürth im Einsatz, also den größeren der beiden Vereine, die später die SpVgg Greuther Fürth bildeten.

## Sonstiges
Beierlorzer ist seit über zwei Jahrzehnten als Medizinproduktberater für Krankenhäuser im Außendienst tätig.